# Aaron Bastani
Aaron John Bastani, före 2014 Peters, född februari 1984 i Bournemouth, är en brittisk politisk kommentator, journalist och författare. Han var med och grundade den vänsterorienterade medieorganisationen Novara Media 2011 och är regelbundet värd för och medverkar i dess nyhetsprogram Novara Live på YouTube. Bastani populariserade termen "Helautomatisk lyxkommunism", som beskriver ett postkapitalistiskt samhälle där automatisering kraftigt minskar mängden arbete som människor behöver utföra. Han skrev boken Helautomatisk lyxkommunism 2019. Han identifierar sig ideologiskt som socialist.

## Uppväxt och utbildning

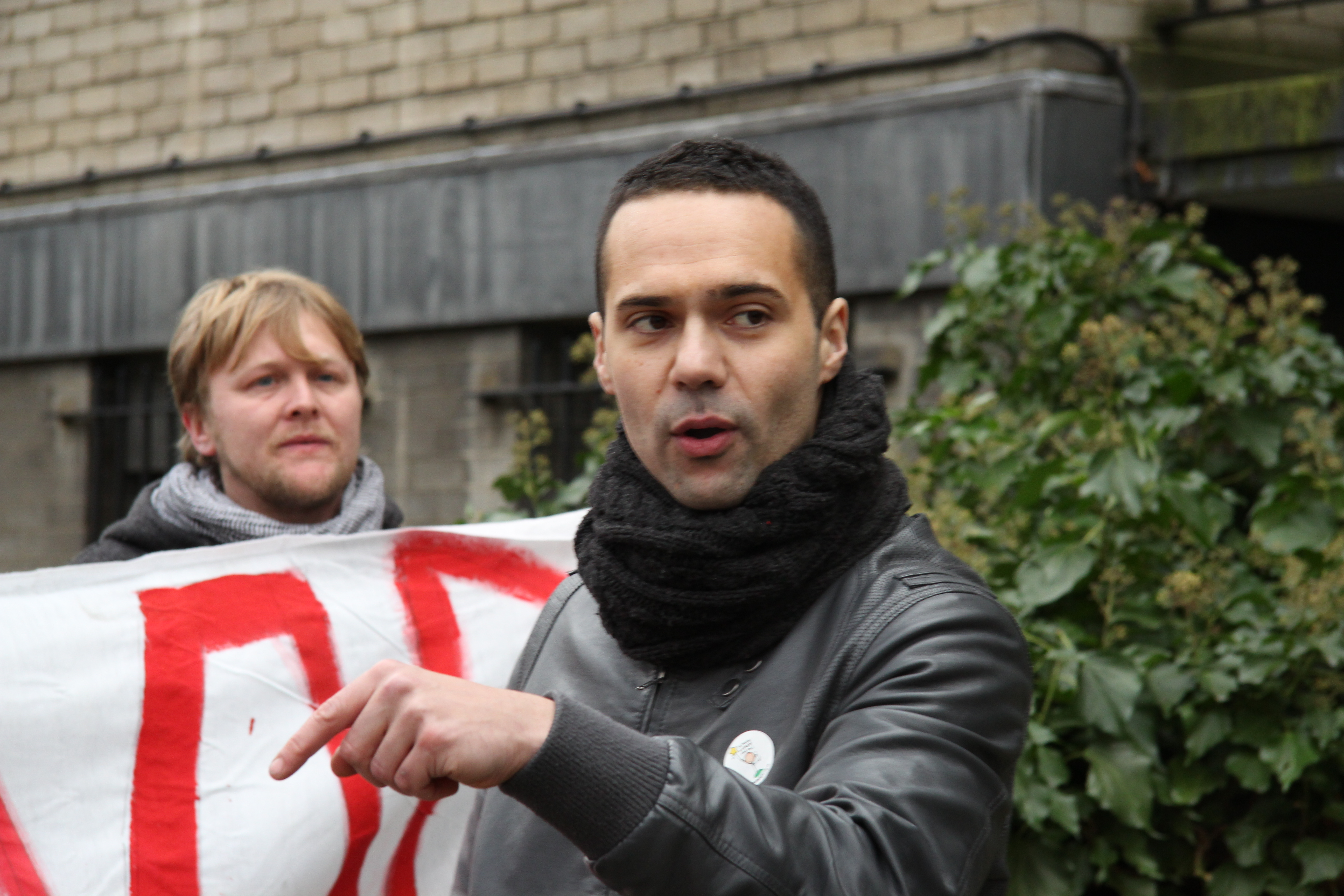
Bastani talar vid en studentprotest 2010

Aaron Bastanis mor var ensamstående och avled 2015. Hon var anställd inom städning, servicebranschen och socialvården och röstade på det konservativa partiet. Hans iranske far, Mammad Bastani, blev brittisk flykting under den iranska revolutionen.
Bastani tog en grundexamen och masterexamen vid University College London. Vid Royal Holloway vid University of London framlade Bastani sin doktorsavhandling Strike! Occupy! Retweet!: The Relationship Between Collective and Connective Action in Austerity Britain och utarbetad under handledning av Andrew Chadwick. På helgerna sålde han tomater medan han arbetade med Novara Media-projekt. Han spelade en betydande roll i studentprotesterna i Storbritannien 2010 mot höjda studieavgifter som aktivist och organisatör. Under protester som forskningsprojekt inför sin doktorsexamen arresterades Bastani två gånger, vilket ledde till en sex månaders förlängning. Efter att ha använt en soptunna för att blockera en HSBC-bankdörr vid en protest 2011 dömdes han för brott mot allmän ordning och avtjänade ett års samhällstjänst på Mind och som lövsopare. Han avlade doktorsexamen 2015 efter att ha skrivit doktorsavhandlingen på sex månader; i ett blogginlägg tillskrev han detta delvis sin kolhydratrika kost och sitt köp av en MacBook Pro.

## Karriär

### Novara Media

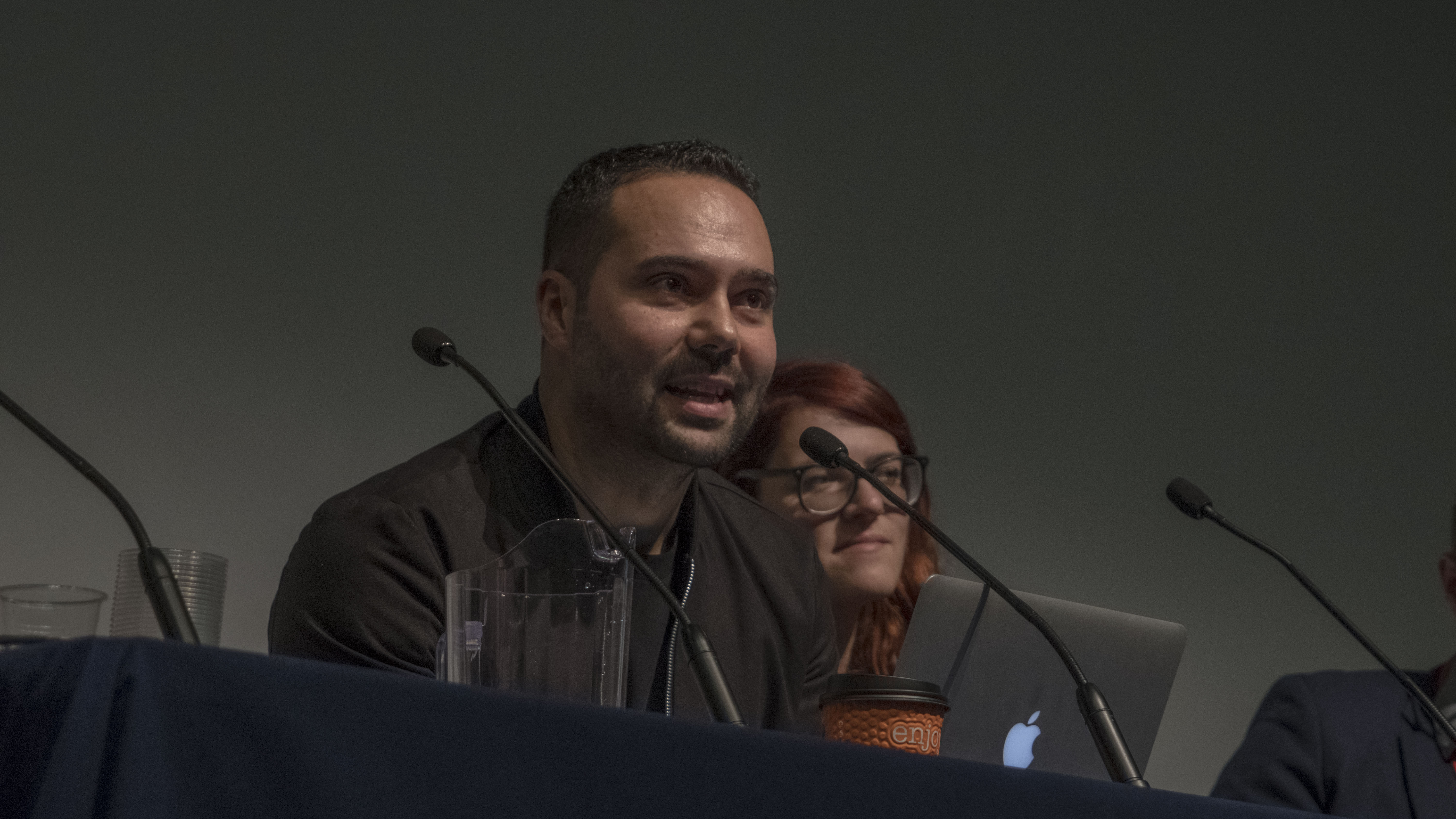
Bastani talar på The World Transformed 2017

År 2011 grundade Bastani tillsammans med James Butler Novara Media, en vänsterorienterad nyhetskanal. De introducerades för varandra av Laurie Penny under protesterna mot studieavgifter. Novara Media, uppkallat efter den italienska staden som är central i Arbetarklassen kommer till paradiset, var ursprungligen ett timslångt radioprogram på Resonance FM. Under sina tidiga år producerade organisationen kortformatsmedier som Bastani jämförde med BuzzFeed, men de utvidgade sin verksamhet till långformatsinnehåll. Den upplevde en ökad popularitet under Labourpartiets ledning av Jeremy Corbyn, som den var positiv till. Novara Media intervjuade Corbyn och andra viktiga Corbynist-figurer. Det var dock kritiskt mot partiet under dess efterföljande ledare, Keir Starmer. Bastani har drivit video- och poddserier för Novara Media, inklusive IMO Bastani och The Bastani Factor. Tillsammans med Michael Walker har Bastani varit programledare för The Fix och TyskySour. För sin roll i Novara Media utsåg New Statesman Bastani till den 50:e mest inflytelserika brittiska vänsterfiguren år 2023.

### Helautomatiserad lyxkommunism

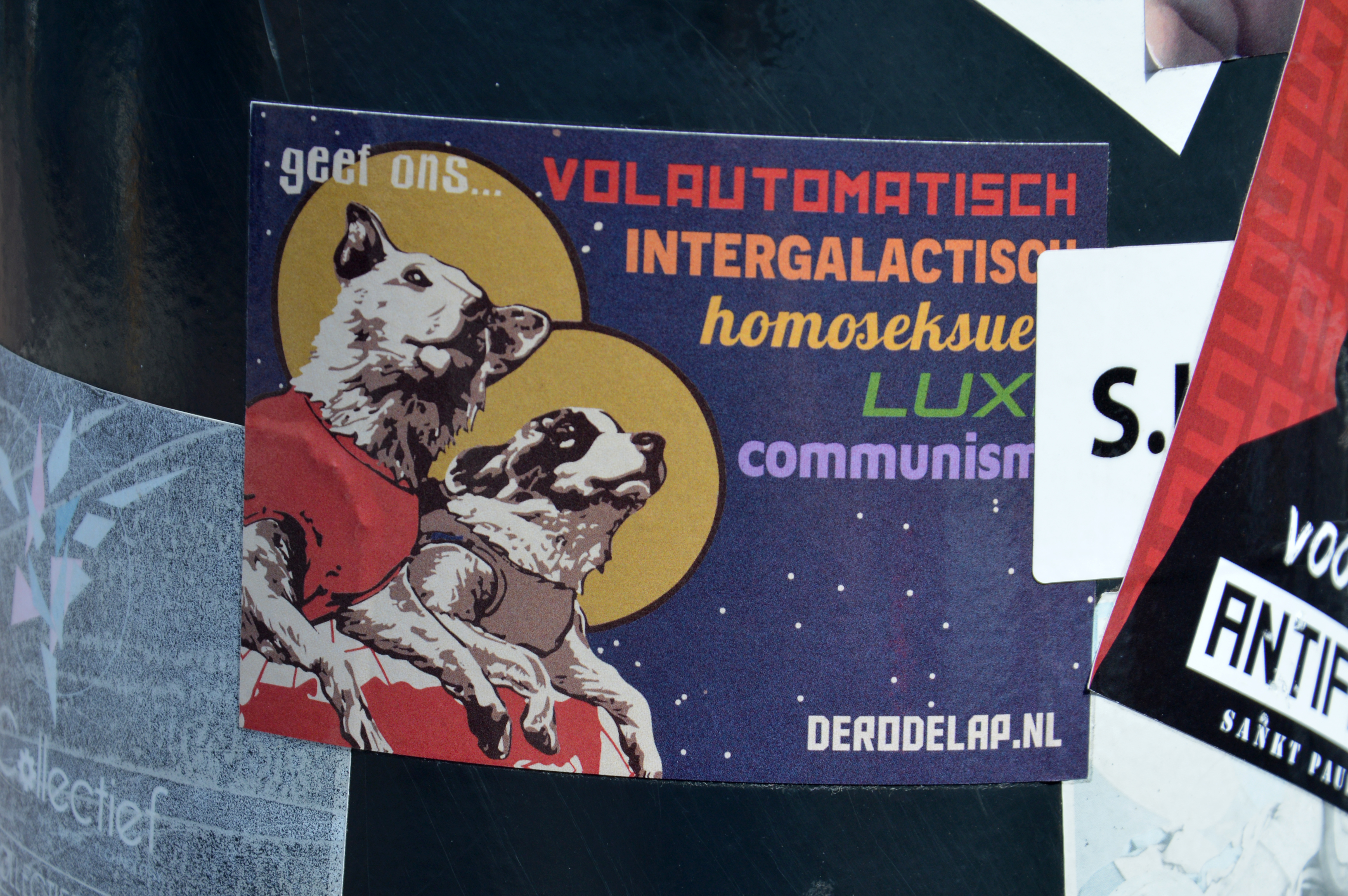
Politiskt klistermärke i Nederländerna, med en variant av termen översatt till nederländska (bokstavligen: "ge oss ... helautomatiserad intergalaktisk gay lyxkommunism")

Bastani har fått erkännande för att ha populariserat termen "helautomatiserad lyxkommunism". Bastani använde den först i en IMO Bastani-video från 2014 för Novara Media. Han argumenterade för offentligt ägande av automatisering som ett sätt att förbättra fallande levnadsvillkor och löner. Han sade senare att konceptet är baserat på Karl Marx 's Das Kapital och Grundrisse, och föreställer sig ett samhälle med decentraliserad kontroll över teknologier som minskar mängden mänsklig arbetskraft som krävs. Universell basinkomst kan vara ett kortsiktigt steg mot detta mål. Konceptet har jämförts med en essä från 1930 av John Maynard Keynes, Economic Possibilities for Our Grandchildren, som förutspådde att förbättrad teknologi skulle leda till en 15-timmars arbetsvecka inom ett sekel. Hobson och Modi kritiserade FALC som ett missförstånd av ekonomi och hur teknologi relaterar till sociala ordningar, och sa att den förutsätter en könsbaserad uppfattning om arbete och ignorerar ekologiska faktorer. I The Wall Street Journal hävdade Andy Kessler att idén är "fullständig struntprat" eftersom den skulle "misslyckas i verkligheten" på grund av "produktivitet". Kessler såg regeringens agerande under covid-19-pandemin i USA som "en version av delvis automatiserad lyxkommunism".
Frasen, och varianten "helautomatiserad lyxig gay-rymdkommunism", cirkulerade online som ett meme efter Bastanis användning. I essän Socialist Imaginaries and Queer Futures skrev Thomas Hobson och Kaajal Modi att frasen ursprungligen var en "ironisk" fras som användes av "vänsteranhängare i London". Beckett sa att frasen var karakteristisk för Bastani, eftersom den är "uppmärksamhetsfångande" och "rustad mot attacker med ett glittrande lager av ironi". Andra vänstermänniskor och grupper använder liknande fraser, såsom kommunistgruppen Plan C:s fras "lyx för alla".

#### Helautomatiserad lyxkommunism: Ett manifest
Bastani skrev en bok uppkallad efter termen, Fully Automated Luxury Communism: A Manifesto, publicerad 2019 av Verso Books. I den föreställer han sig en tredje omvälvning som skulle innebära kapitalismens störtande och en effektiv användning av solenergi för energi och mineralrika asteroider för resurser. Bastani motsätter sig kapitalismen för att den skapar kortsiktiga incitament som leder till artificiell brist. Med tekniska framsteg skulle universell basinkomst och gratis offentliga tjänster kunna uppnås på ett miljömässigt hållbart sätt.

## Kritik
Quietus kommenterade att han är känd för att "regelbundet delta i Twitter-turneringar" och att hans åsikter regelbundet orsakar kontroverser. År 2017 twittrade han ett falskt påstående om att Labours medlemsantal ökat med 150 000, vilket upprepades flitigt; Sam Bright från BBC föreslog att informationen kunde ha sitt ursprung i ett stavfel av Richard Burgon, som twittrade samma påstående strax efter Bastani. Efter att ha kritiserat Remembrance-vallmoblomman och Royal British Legion år 2018, och sagt att Poppy Appeal var "grotesk", "rasistisk" och stod för "vitmakt", kritiserades Bastani i The Sun och av Labour-parlamentarikerna Tom Watson och Nia Griffith.
Andy Beckett från The Guardian beskrev Bastani 2019 som "en effektiv men svårbegriplig programledare och online-närvaro: alltid flytande och flexibel, kapabel att växla från ett kraftfullt försvar av Corbynism till fräckare uppdateringar om den brittiska vänsterns senaste bekymmer". Labour-parlamentarikern Jon Cruddas kritiserade Bastani, bland andra vänsterfigurer, i sin bok från 2021, The Dignity of Labour, för att prioritera en utbildad kosmopolitisk ungdom framför "arbetare". Andrew Fisher från Prospect fann Cruddas redogörelse för Bastanis "teknologiska determinism" felaktig.

## Privatliv
I augusti 2021 gifte Bastani sig med Charlotte Gerada på Malta. Gerada är Labour-fullmäktigeledamot i Portsmouths kommunfullmäktige och valdes första gången i maj 2021. Bastanis dotter föddes i november 2023.
Bastanis mor var katolik och hans far var en icke-praktiserande muslim. Som vuxen döptes han, tog sin första nattvard och konfirmerades innan han gifte sig med sin fru i en katolsk ceremoni. Han sade år 2024 att han under de senaste åren hade insett hur katolicismen hade påverkat hans politiska värderingar.
I juli 2023 rapporterade Bastani att han blivit attackerad av en man som ropade hans namn och misshandlade honom. Han trodde att våldet var politiskt motiverat.